# Libythea ancoata
Libythea ancoata är en fjärilsart som beskrevs av Grose-smith 1891. Libythea ancoata ingår i släktet Libythea och familjen praktfjärilar. Inga underarter finns listade i Catalogue of Life.